# العلاقات السيشلية الفيجية
العلاقات السيشلية الفيجية هي العلاقات الثنائية التي تجمع بين سيشل وفيجي.

## مقارنة بين البلدين
هذه مقارنة عامة ومرجعية للدولتين:
| وجه المقارنة                                              | سيشل                                                | فيجي                                                                 |
| --------------------------------------------------------- | --------------------------------------------------- | -------------------------------------------------------------------- |
| المساحة (كم2)                                             | 459                                                 | 18.27 ألف                                                            |
| عدد السكان (نسمة)                                         | 95.84 ألف                                           | 915.30 ألف                                                           |
| الكثافة السكانية (ن./كم²)                                 | 20.88 ألف                                           | 50.1                                                                 |
| العاصمة                                                   | فيكتوريا                                            | سوفا                                                                 |
| اللغة الرسمية                                             | لغة فرنسية، لغة إنجليزية، اللغة الكريولية السيشيلية | لغة إنجليزية، اللغة الفيجية، اللغة الفيجي الهندية، اللغة الهندستانية |
| العملة                                                    | روبية سيشلية                                        | دولار فيجي                                                           |
| الناتج المحلي الإجمالي (بليون دولار)                      | 1.49 مليار                                          | 5.06 مليار                                                           |
| الناتج المحلي الإجمالي (تعادل القوة الشرائية) بليون دولار | 2.54 مليار                                          | 8.32 مليار                                                           |
| الناتج المحلي الإجمالي الاسمي للفرد دولار أمريكي          | 15.48 ألف                                           | 4.96 ألف                                                             |
| الناتج المحلي الإجمالي للفرد دولار أمريكي                 | 26.42 ألف                                           | 8.79 ألف                                                             |
| مؤشر التنمية البشرية                                      | 0.772                                               | 0.727                                                                |
| رمز المكالمات الدولي                                      | +248                                                | +679                                                                 |
| رمز الإنترنت                                              | .sc                                                 | .fj                                                                  |
| المنطقة الزمنية                                           | ت ع م+04:00                                         | ت ع م+12:00                                                          |

## منظمات دولية مشتركة
يشترك البلدان في عضوية مجموعة من المنظمات الدولية، منها:
| علم المنظمة | اسم المنظمة                                 | تاريخ انضمام سيشل | تاريخ انضمام فيجي |
| ----------- | ------------------------------------------- | ----------------- | ----------------- |
|             | تحالف الدول الجزرية الصغيرة                 | ?                 | ?                 |
|             | الاتحاد البريدي العالمي                     | ?                 | ?                 |
|             | يونسكو                                      | 18 أكتوبر 1976    | 14 يوليو 1983     |
|             | البنك الدولي للإنشاء والتعمير               | 29 سبتمبر 1980    | 28 مايو 1971      |
|             | وكالة ضمان الاستثمار متعدد الأطراف          | 15 سبتمبر 1992    | 24 سبتمبر 1990    |
|             | الاتحاد الدولي للاتصالات                    | 17 سبتمبر 1999    | 5 مايو 1971       |
|             | منظمة الشرطة الجنائية الدولية               | 1 سبتمبر 1977     | ?                 |
|             | مؤسسة التمويل الدولية                       | 11 يونيو 1981     | 12 يوليو 1979     |
|             | الأمم المتحدة                               | 21 سبتمبر 1976    | 13 أكتوبر 1970    |
|             | مجموعة دول أفريقيا والكاريبي والمحيط الهادئ | ?                 | ?                 |
|             | منظمة حظر الأسلحة الكيميائية                | 29 أبريل 1997     | ?                 |
|             | المركز الدولي لتسوية المنازعات الاستشارية   | 19 أبريل 1978     | 10 سبتمبر 1977    |

## وصلات خارجية
- موقع وزارة الخارجية الفيجية